# Крути (Житомирський район)
Крути — село в Україні, у Новогуйвинській селищній територіальній громаді, Житомирського району, Житомирської області. Населення — 121 особа.

## Географія
У селі річка Крутенька впадає у Глибочок.

## Історія
У 1906 році село П'ятківської волості Житомирського повіту Волинської губернії. Відстань від повітового міста 35 верст, від волості 15. Дворів 27, мешканців 140.
Село постраждало внаслідок Голодомору 1932—1933 років.
18 березня 2010 року Житомирська обласна рада ухвалила рішення «Про внесення змін в адміністративно-територіальний устрій Житомирської області», яким, зокрема, була уточнена назва села на Крута. Проте рішення щодо уточнення назви не було опубліковане у «Відомостях Верховної Ради», тому не набуло чинності.
12 червня 2020 року, відповідно до розпорядження Кабінету Міністрів України № 711-р «Про визначення адміністративних центрів та затвердження територій територіальних громад Житомирської області» увійшло до складу Новогуйвинської селищної територіальної громади.
19 липня 2020 року, в результаті адміністративно-територіальної реформи та ліквідації Житомирського району (1939—2020), село увійшло до складу новоутвореного Житомирського району.

## Відомі особи
Сульська Зоя Василівна — Заслужений вчитель УРСР, Кавалер ордену Княгині Ольги III ступеня.